# Atre
株式會社atre (atre co., ltd.) 是經營開發atré（アトレ）等車站大樓的JR東日本集團企業。舊社名東京圈車站大樓開發株式會社（日语：／，The EKIBIRU Development Co. TOKYO,）。
東日本旅客鐵道（JR東日本）的連結子公司。

## 概要
1990年4月，JR東日本集團成立車站大樓公司「東京圈車站大樓開發株式會社」。同年9月開設「atré」四谷店。除了開設新商場，也陸續吸收合併JR東日本的現有車站大樓（目黑、龜戶、大森），統一商場名為「atré」。2005年3月，受託營運「Dila西船橋」。同年6月，小型商業設施「atré vie」（アトレヴィ）於秋葉原開幕。
2005年11月進行公司分割，分出辦公大樓業務。2007年4月，吸收合併經營吉祥寺站車站大樓型商業設施的株式會社吉祥寺Lonlon。
2009年4月，公司名稱變更為「株式會社atre」。
2015年4月1日，JR東日本的宇都宮車站開發株式會社與高崎總站大樓株式會社、水戶車站開發株式會社成為子公司。
2019年1月10日，於台灣台北市信義區微風南山開設第一間海外分店，官方中文譯名「艾妥列」。
「atre」源自於法文中的「attrait」，意為「魅力」。
此外，atre川越（川越站旁）雖也稱作「atre」，但實際上是丸廣百貨店旗下商場，與株式會社atre無關。

## 事業

### 商場事業

#### atré
綜合型車站大樓商業設施。以東京都心車站為中心展店，商品豐富，主要客群為年輕人與女性、家庭。
- 惠比壽
- 目黑1
- 目黑2（JR東急目黑大樓）
- 四谷
- 吉祥寺
- 大森
- 大井町
- 品川
- 秋葉原1
- 秋葉原2
- 上野
- 龜戶
- 新浦安
- 松戶[3][4]
- 川崎（日语：アトレ川崎）[3][5]。
- 微風南山[1][2]

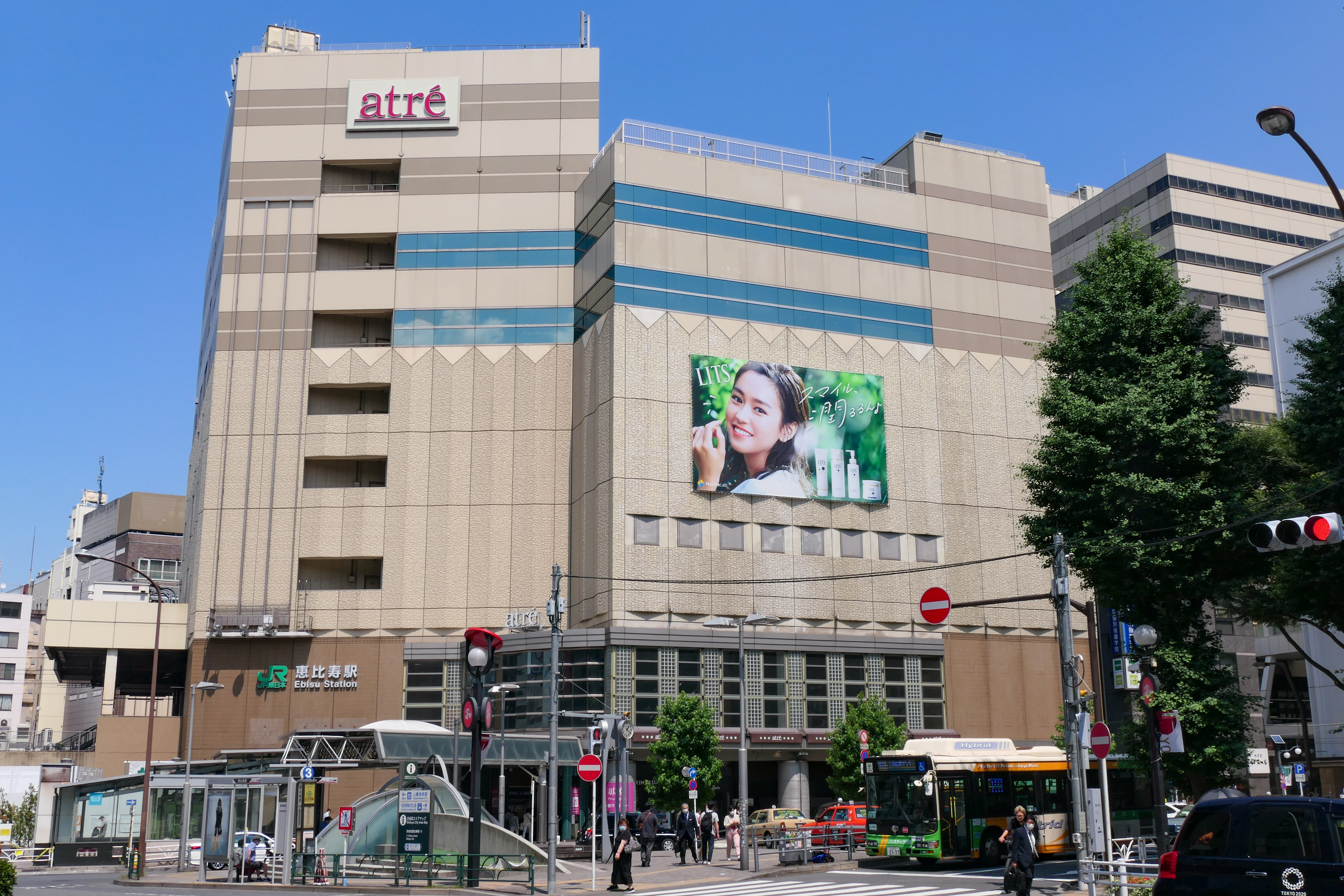
atré惠比壽
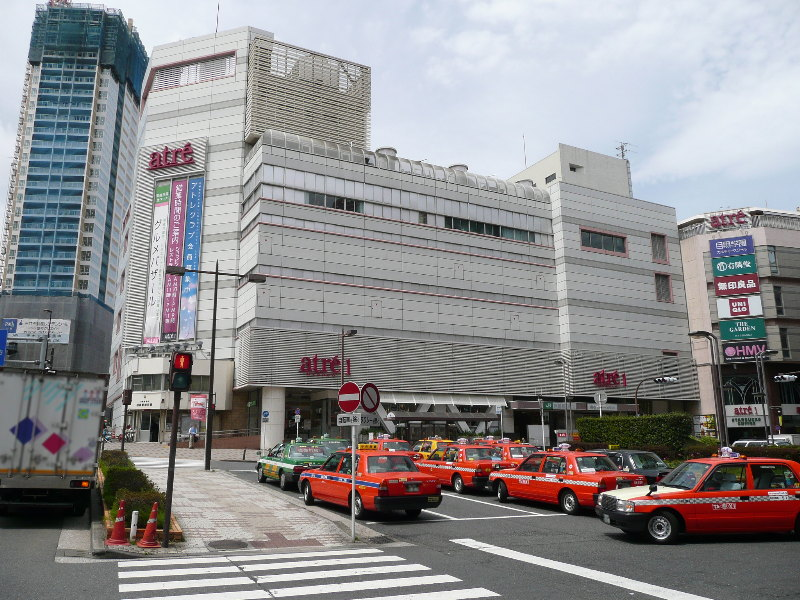
atré目黑1
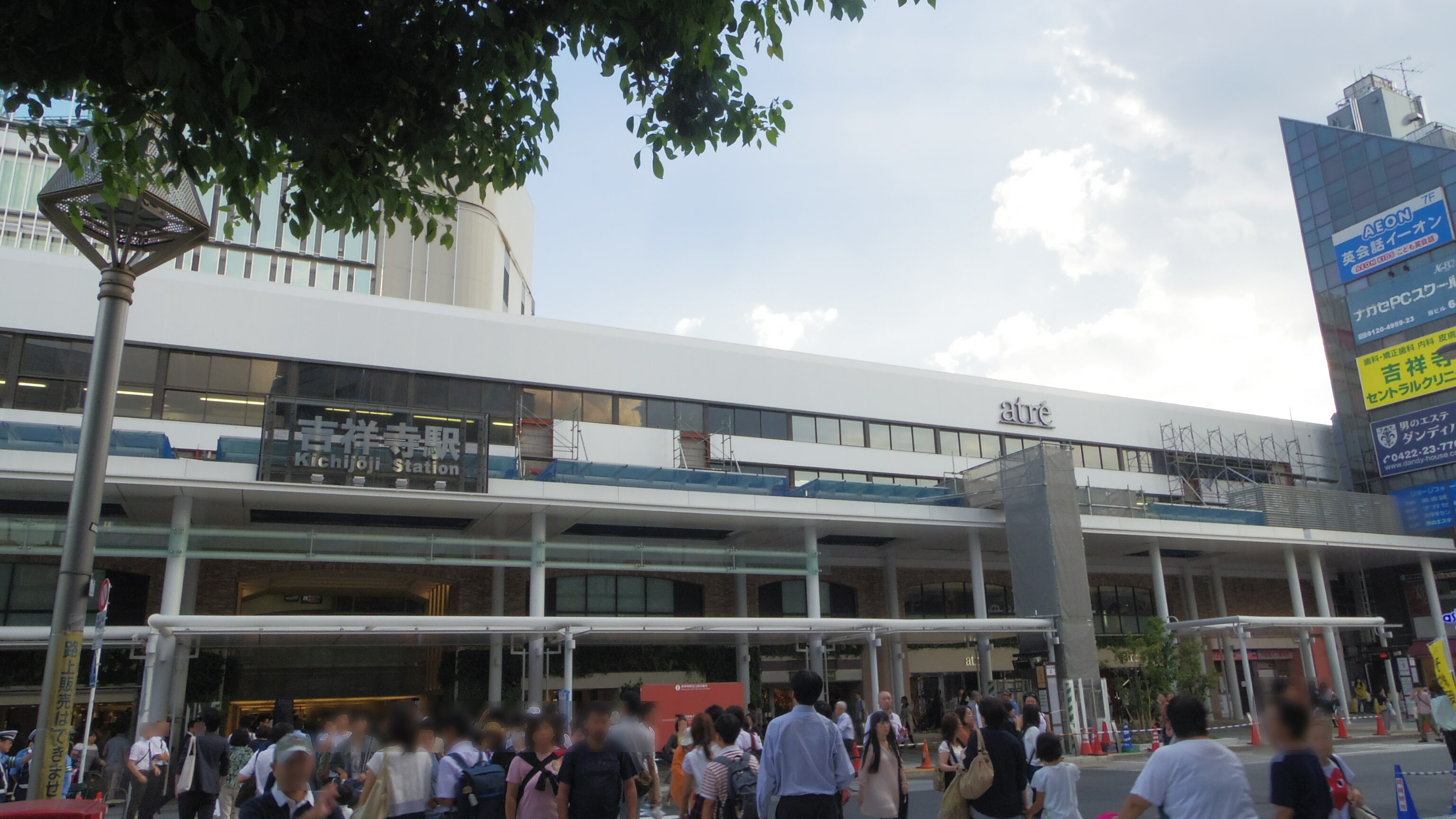
atré吉祥寺
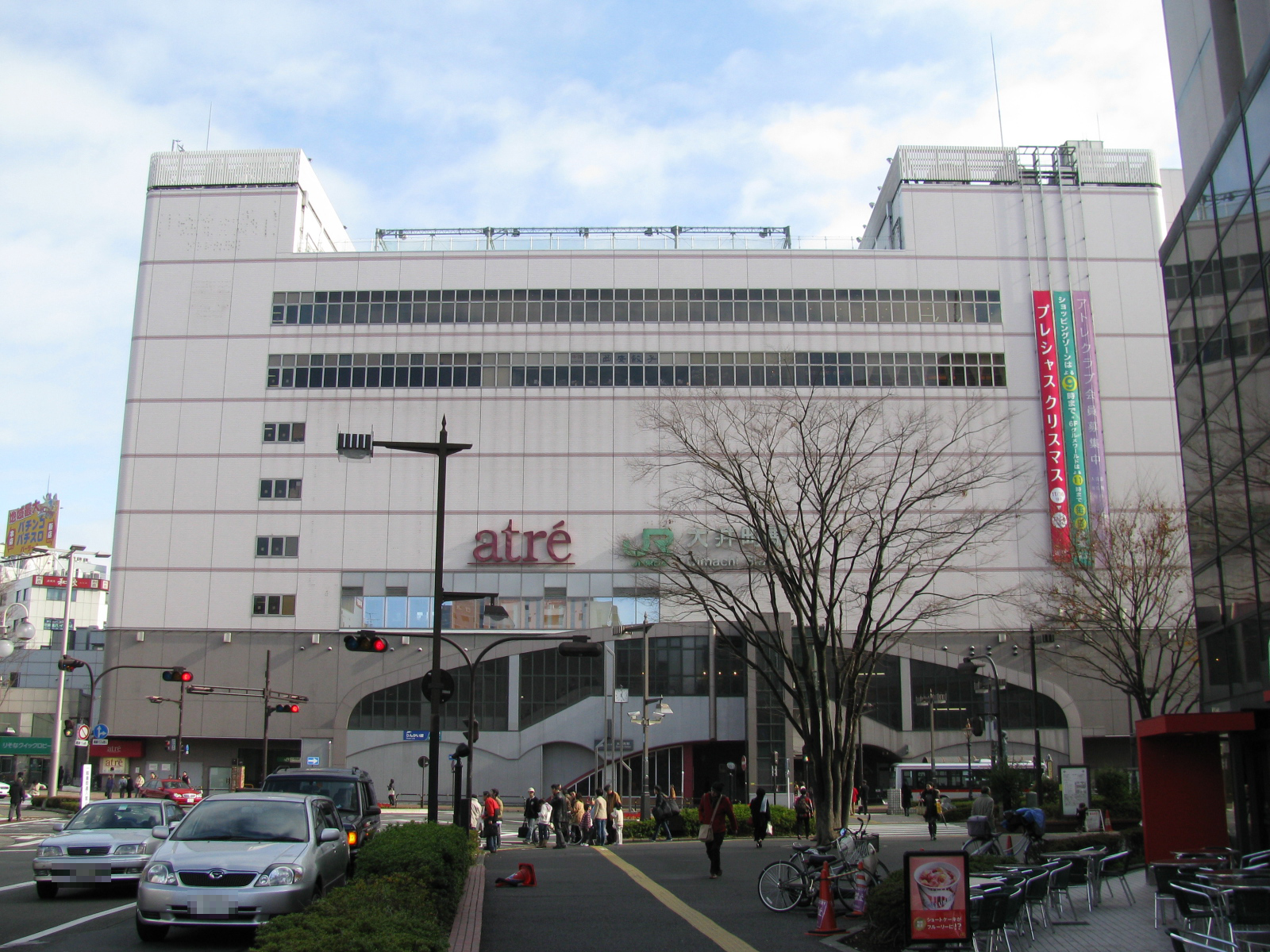
atré大井町
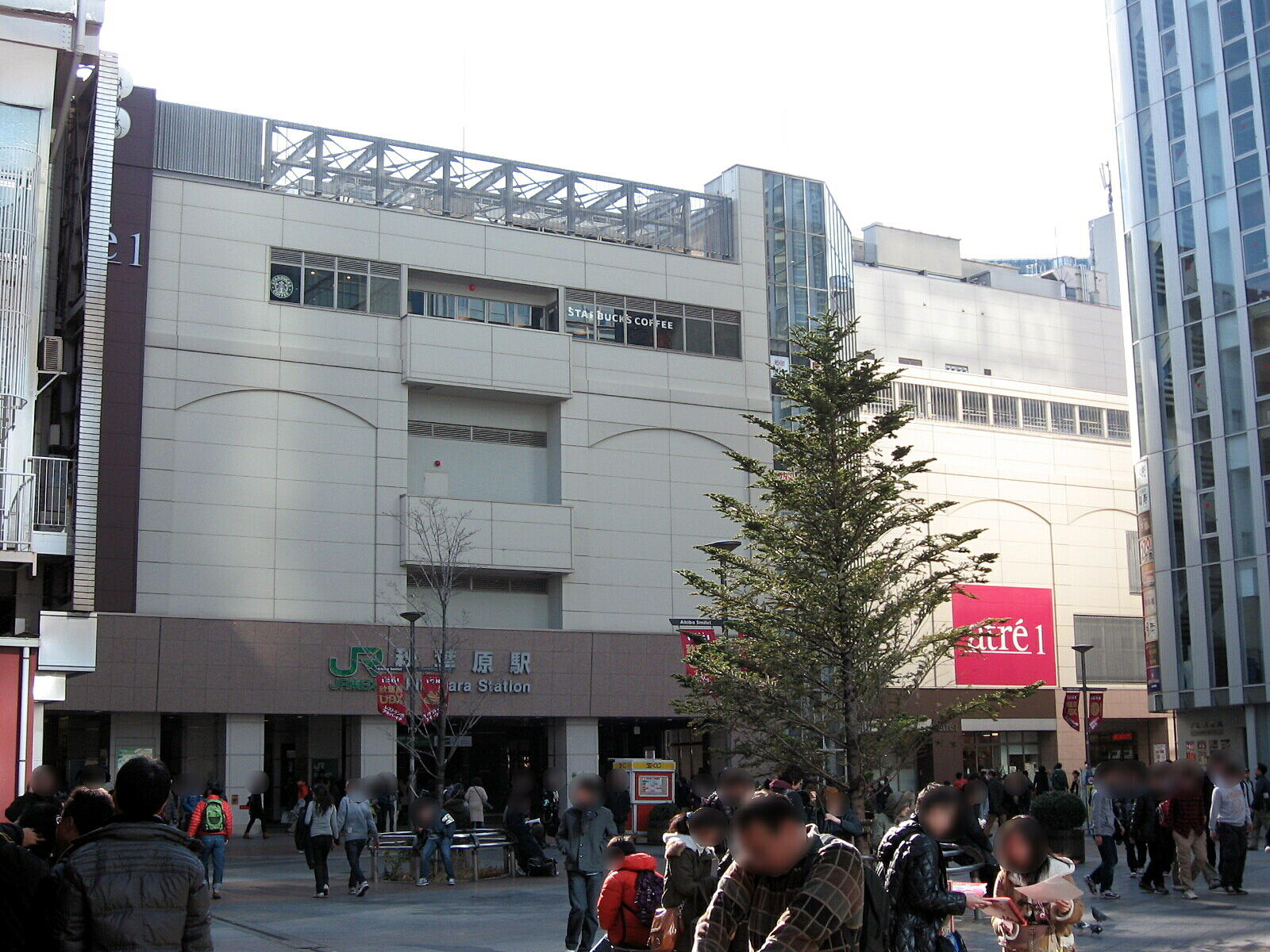
atré秋葉原1
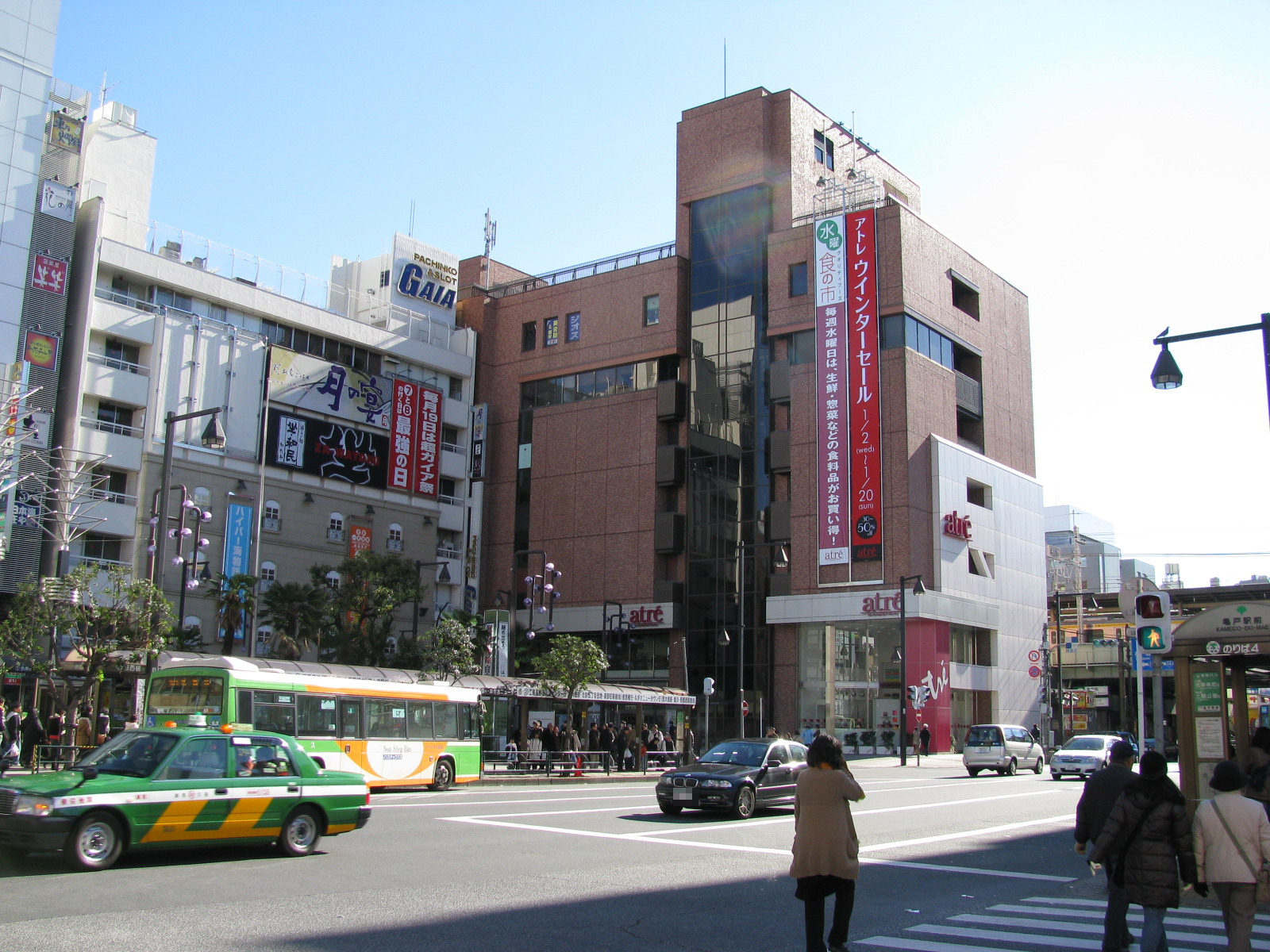
atré龜戶
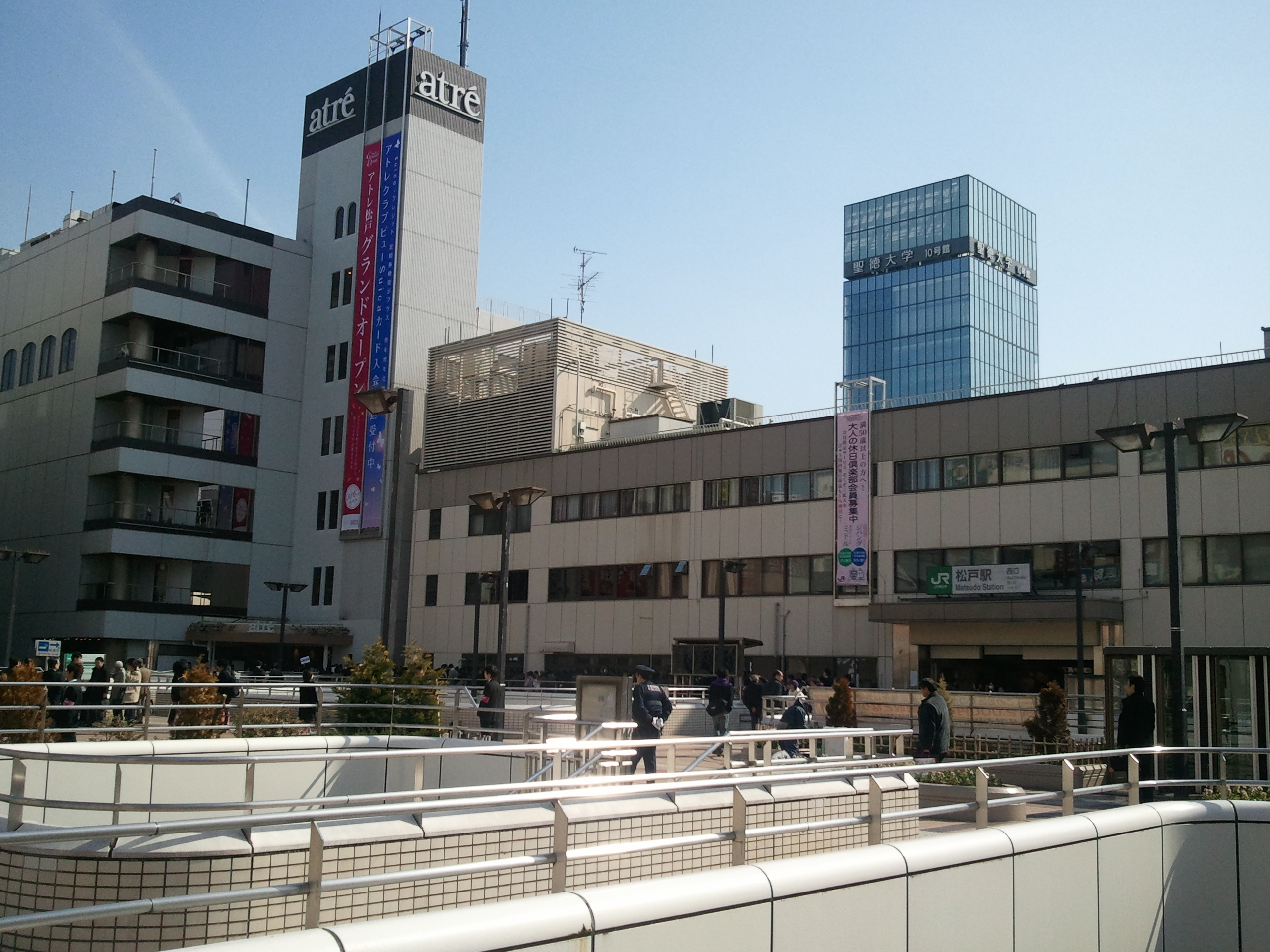
atré松戶
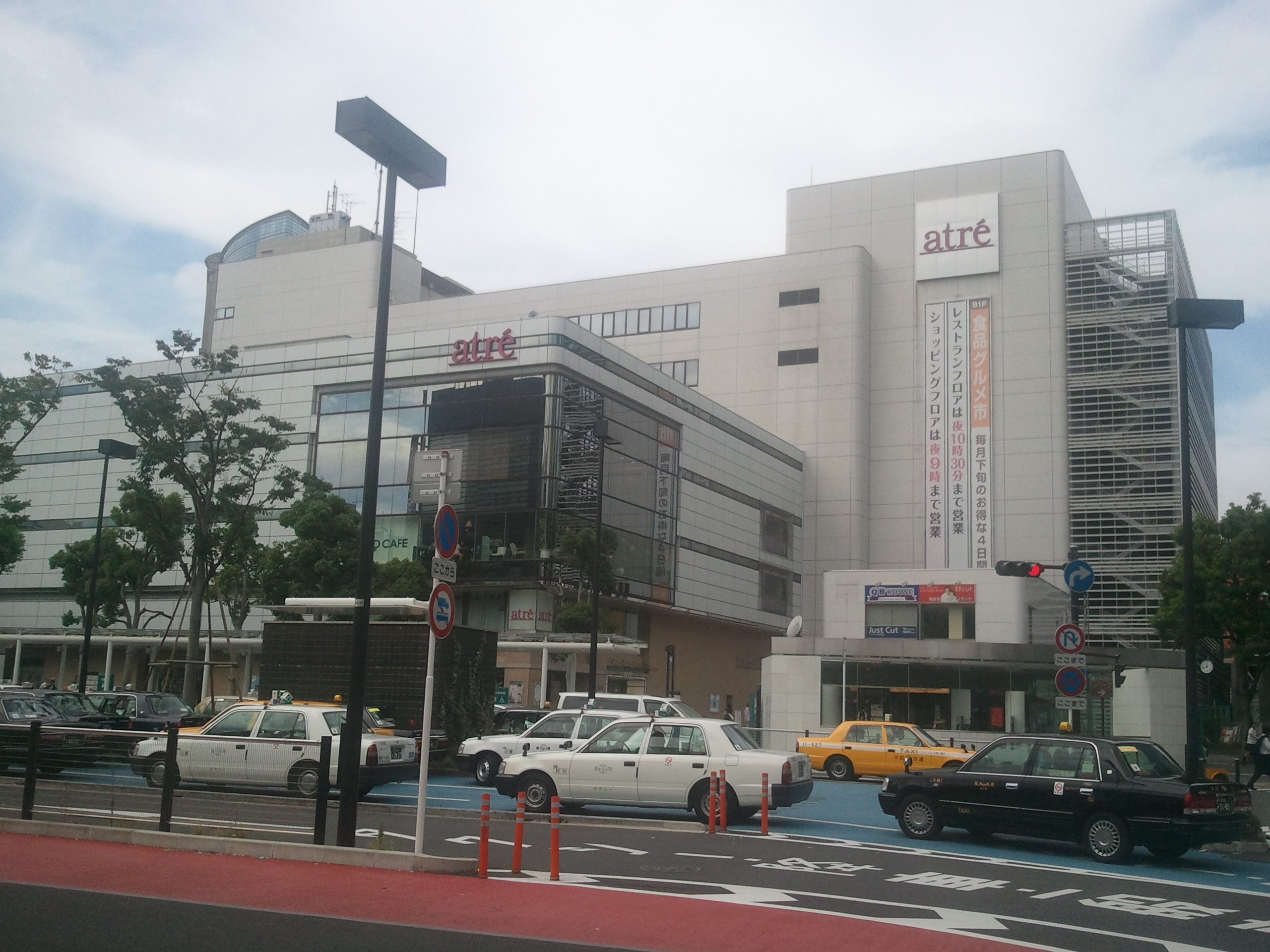
atré川崎
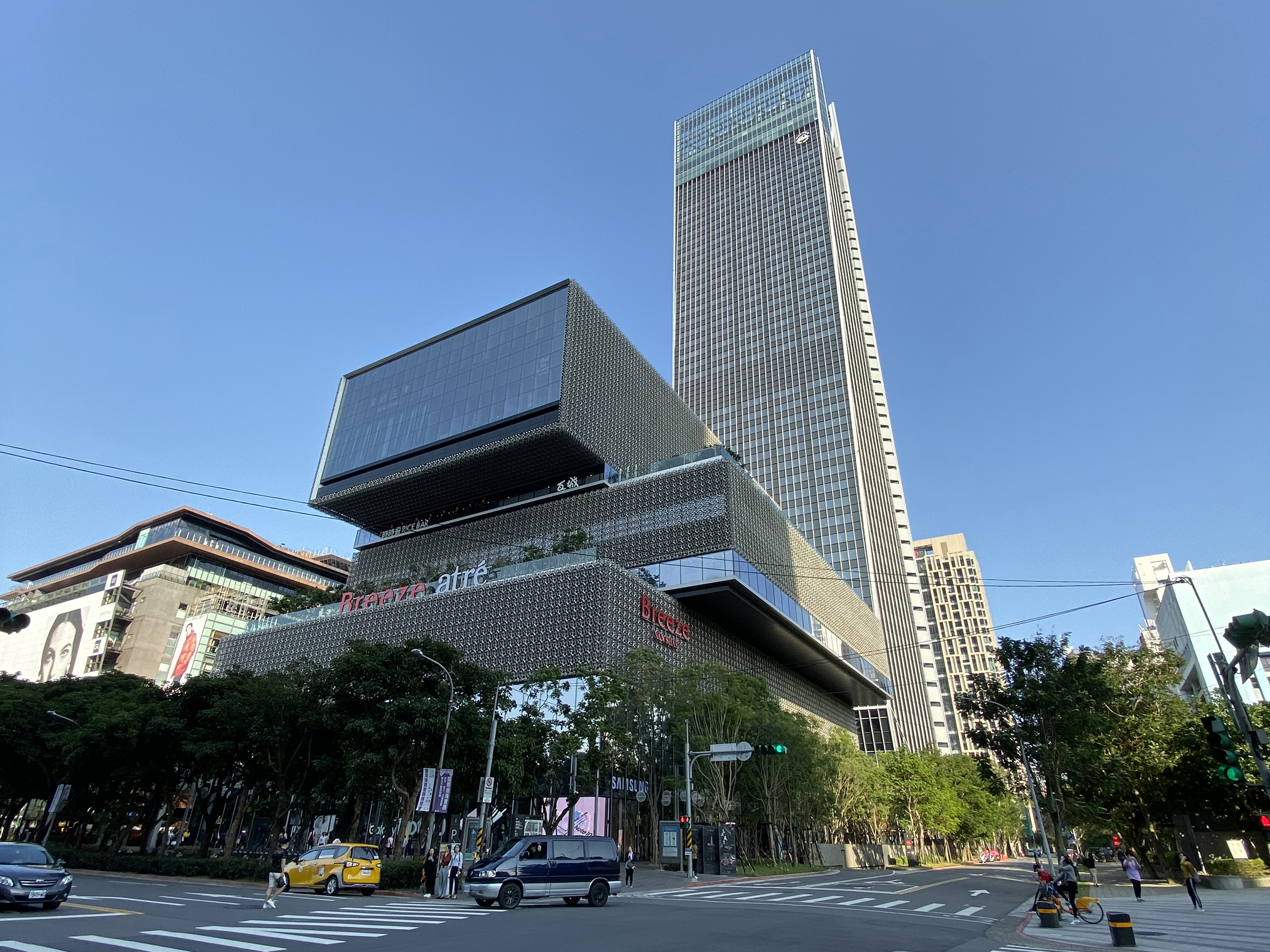
atré微風南山

#### atré vie
小型商業設施。「vie」（ヴィ）在法文中是生活、人生的意思。一號店秋葉原店已更名為atre秋葉原2。
- 信濃町
- 五反田
- 田端
- 巢鴨
- 三鷹
- 東中野
- 大塚

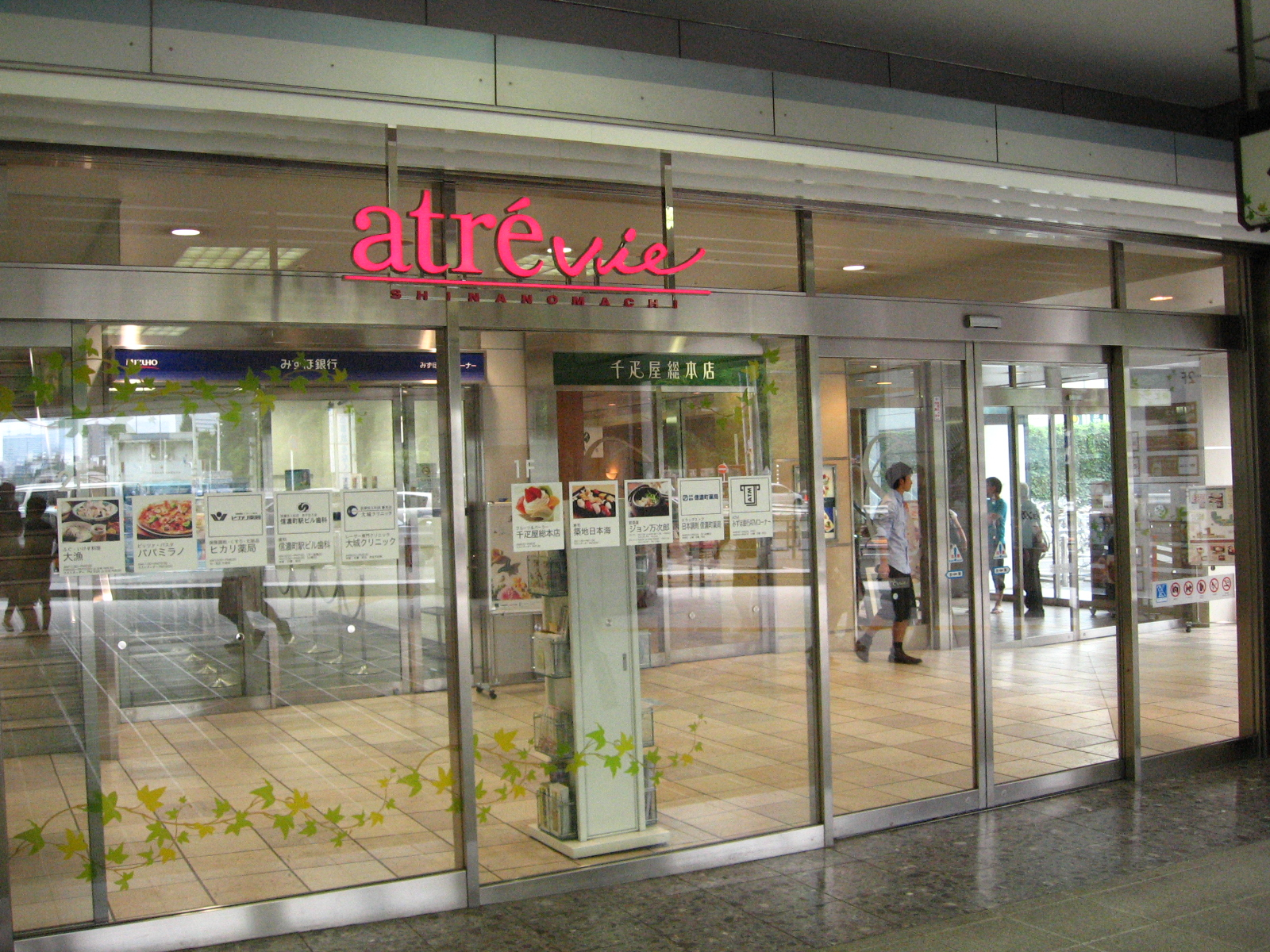
atré vie信濃町
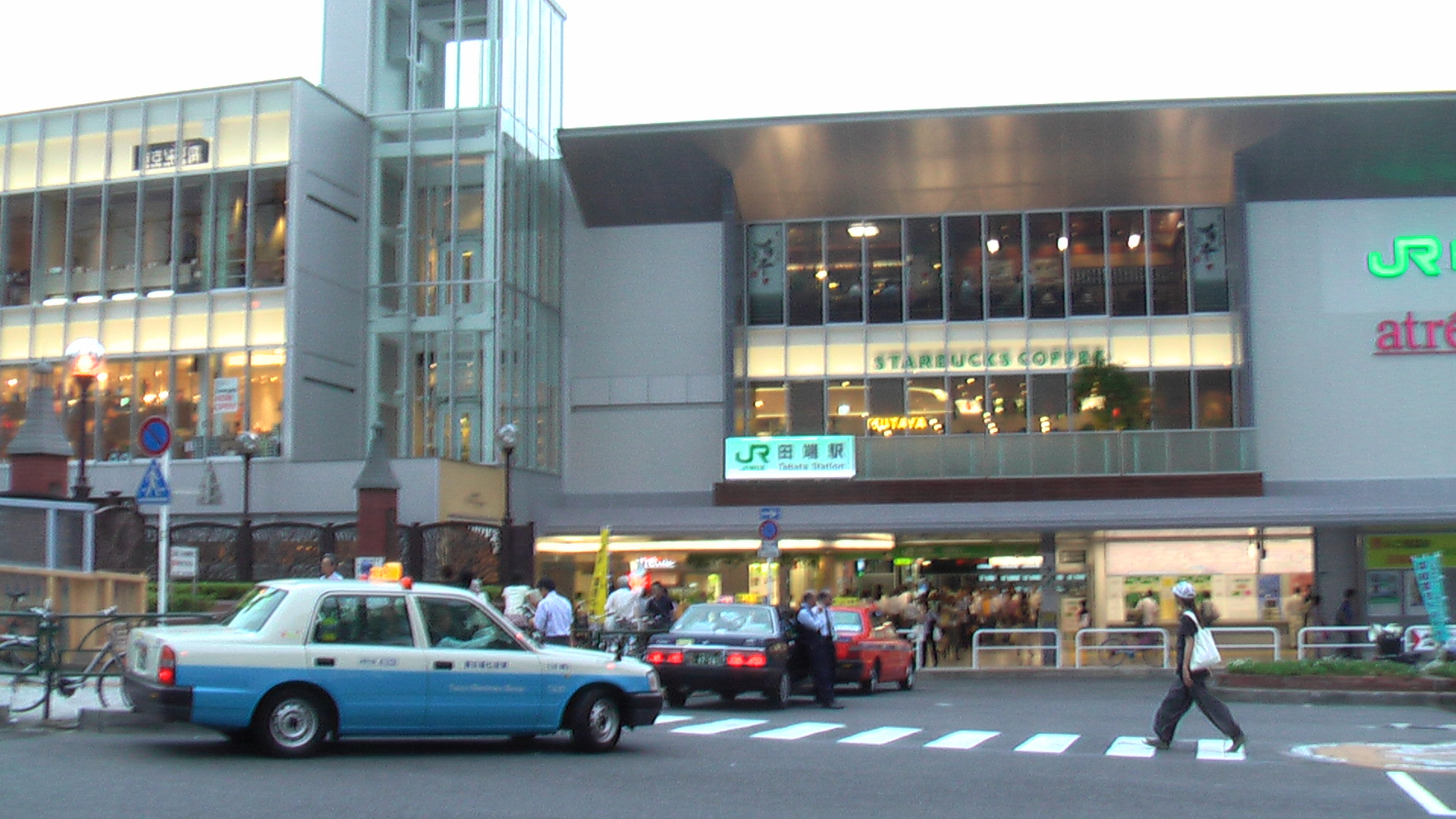
atré vie田端
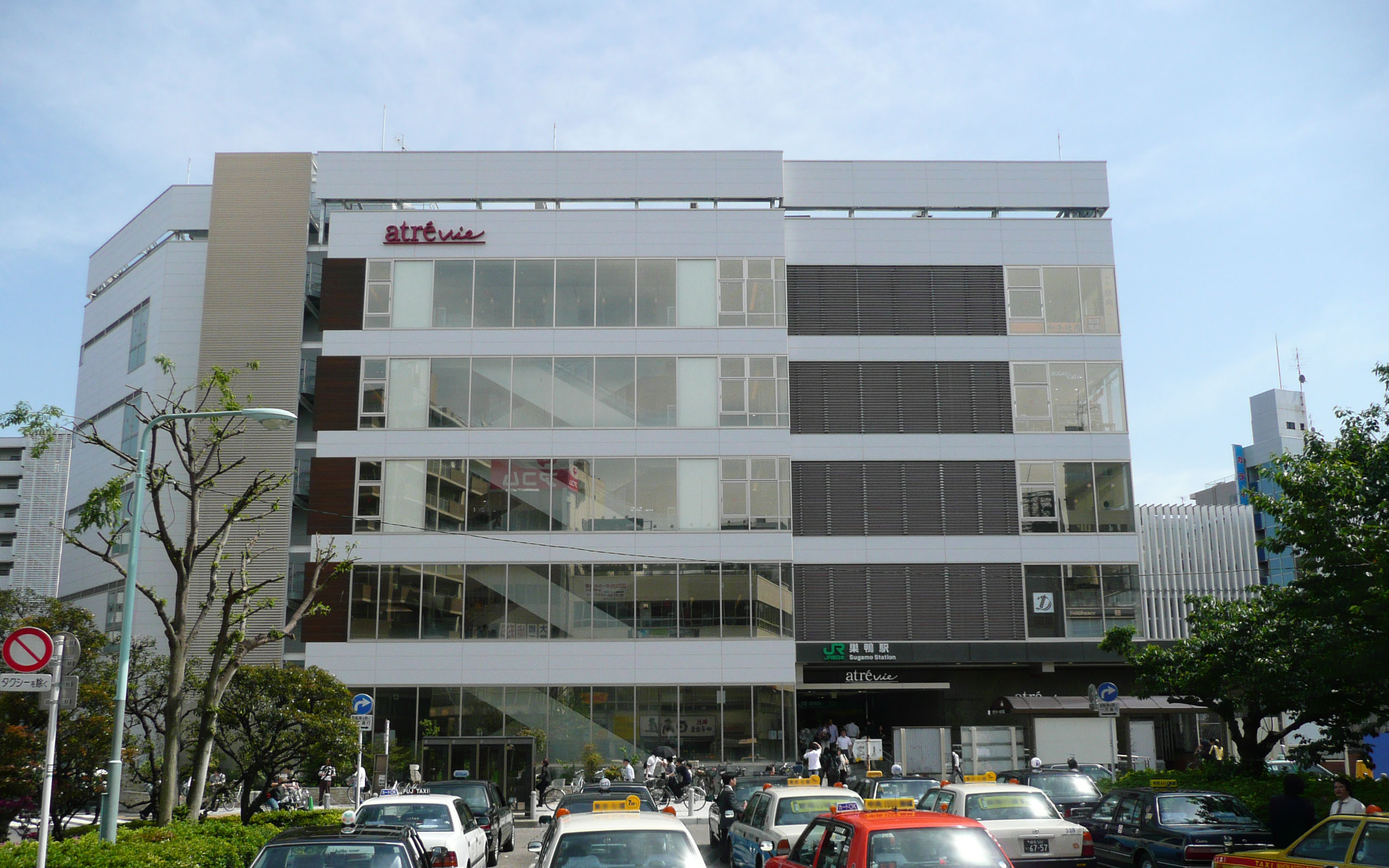
atré vie巢鴨
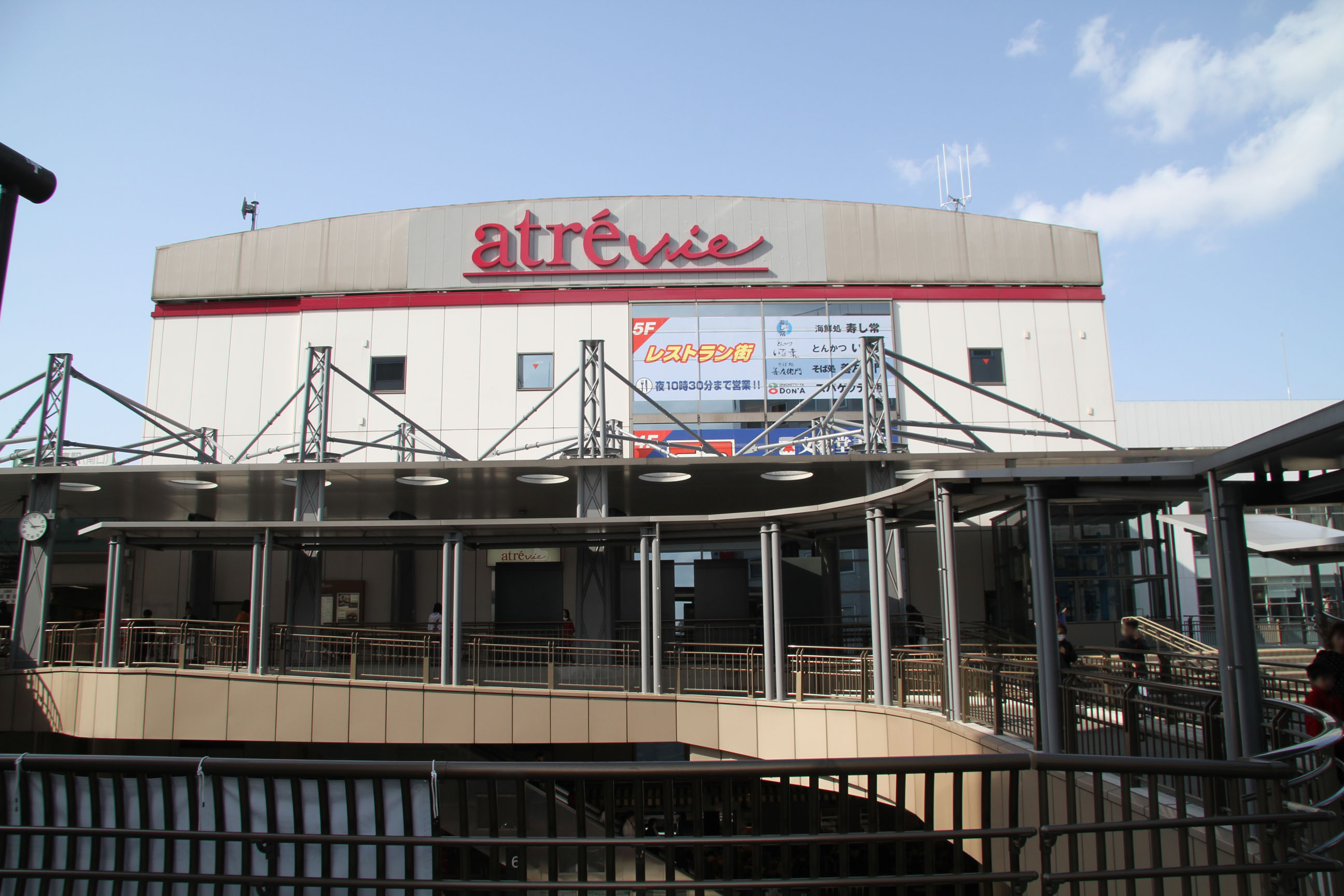
atré vie三鷹
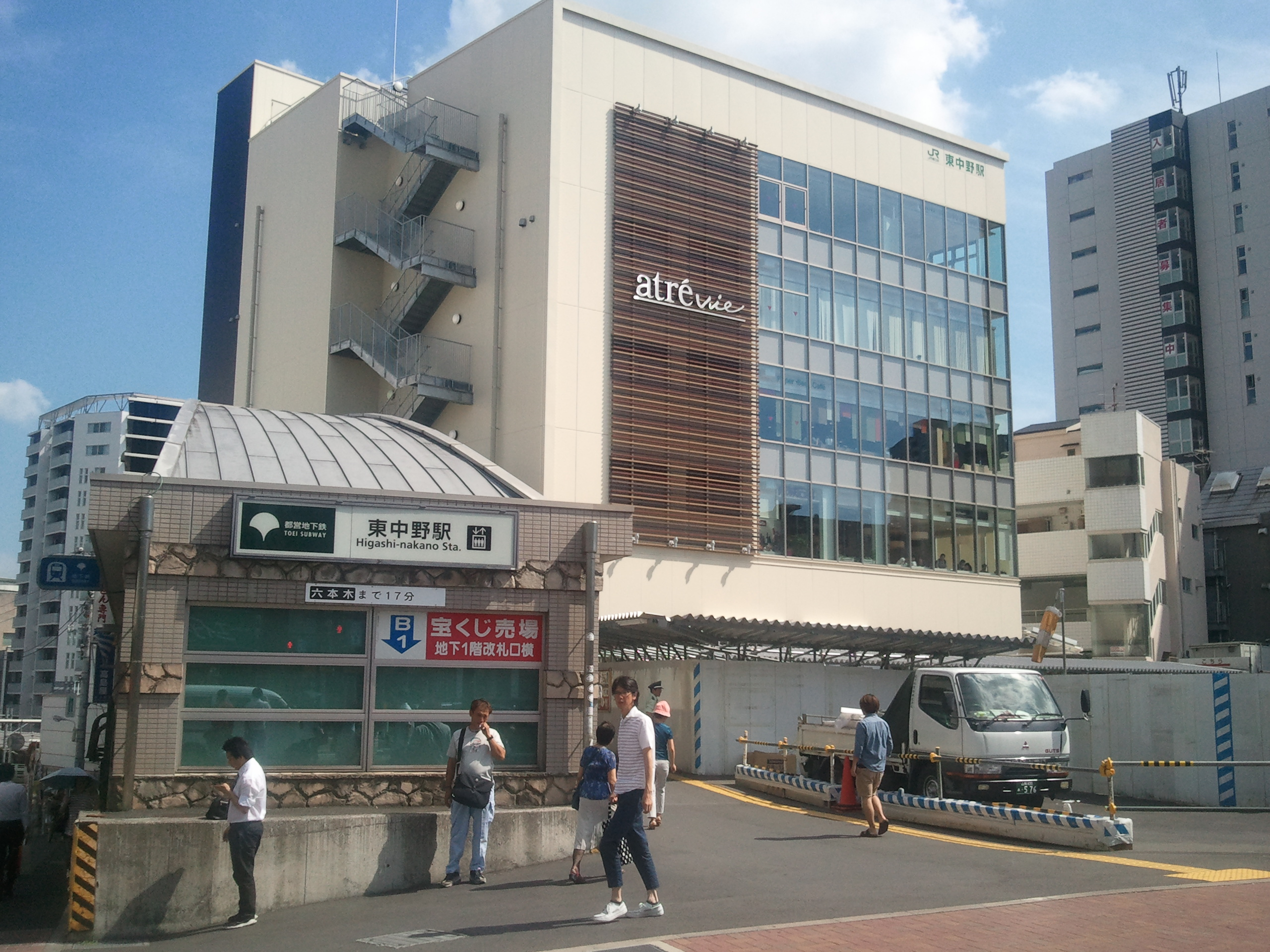
atré vie東中野

#### 迷你車站大樓
隨著JR東日本集團內事業整合，2009年4月起由株式會社atre接手以下業務。
- Skip北小金（スキップ北小金） - 2000年4月開幕的北小金站南口商業設施（3層）。過去由株式會社JR東京企劃開發（ジェイアール東京企画開発）營運。
- Skip南柏（スキップ南柏） - 1999年3月開幕的南柏站西口商業設施（3層）。過去由株式會社JR東京企劃開發營運。
- 牛久Astair（牛久アステア） - 2001年10月開幕的牛久站商業設施（2層）。2012年4月移讓給株式會社JR東日本都市開發。過去由株式會社水戶服務開發（水戸サービス開発）營運。

#### 其他
- 西八王子LONLON - 西八王子站北口，由「生活館」與「市場館」2館組成。2007年4月由株式會社吉祥寺LONLON，是現在唯一保有LONLON的商場[6]。2011年10月業務轉讓給JR東京西站大樓開發（日语：JR東京西駅ビル開発）株式會社。
- Boxhill取手（日语：ボックスヒル） - 取手站西口。因JR東日本集團內事業整合，2009年10月1日由株式會社Boxhill移交業務。松戶店已更名為atré，是現在唯一保有Boxhill名稱的商場。
- perch土浦（ペルチ土浦） - 土浦站[7]。

### 站中商場物流管理事業
受託經營Dila（ディラ）4間商店。第一間委託經營業務是2005年3月的西船橋站。
- Dila西船橋
- Dila大船
- Dila拜島
- Dila三鷹

### 直營店事業
2011年1月14日起，直營店事業交由子公司『株式會社atre style』（株式会社アトレスティル）經營管理。
- Champ de Herbe（シャン・ド・エルブ） - 化妝雜貨店事業。
- Defricheur（デフリシュール） - 男性複合店。
- 秋葉原複合館（アキバセレクト館）
- 其他 - 神戶屋（日语：神戸屋）、羅多倫咖啡等。

## 沿革
- 1990年4月 - 東京圈車站大樓開發株式會社成立
- 1990年9月 - atré四谷店開幕
- 1992年3月 - JR大宮西口大樓（辦公大樓）開業
- 1992年4月 - JR八丁堀大樓（辦公大樓）開業
- 1993年2月 - atré新浦安店開幕、JR信濃町大樓開業
- 1993年3月 - atré大井町店開幕
- 1994年7月 - JR大宮西口大樓2（辦公大樓）開業
- 1997年10月 - atré惠比壽店開幕
- 2002年2月22日 - atré上野店開幕
- 2002年4月 - atré目黑店（JR東急目黑大樓）開幕
- 2004年3月3日 - atré品川店（JR品川東大樓）開幕
- 2004年4月 - 吸收合併經營Hilltop Garden目黑（ヒルトップガーデン目黒）的「株式會社目黑車站大樓」與經營龜戶ELNARD（亀戸エルナード）的「龜戶車站大樓株式會社」
- 2005年4月 - 吸收合併經營（秋葉原百貨（日语：アキハバラデパート））的「株式會社秋葉原（日语：秋葉原 (企業)）」與「株式會社大森PRIMO」
- 2005年6月2日 - atré vie秋葉原店開幕
- 2005年11月1日 - 公司分割，辦公大樓事業移交給株式會社JR東日本大樓（日语：JR東日本ビルディング）
- 2005年11月15日 - 大森PRIMO更名為atré大森店
- 2005年12月2日 - Hilltop Garden目黑更名為atré目黑店1，原來的atré目黑店更名為atré目黑店2
- 2006年3月24日 - 龜戶ELNARD更名為atré龜戶
- 2007年4月1日 - 吸收合併「株式會社吉祥寺Lonlon（日语：吉祥寺ロンロン）」（經營吉祥寺LONLON、三鷹ロLONLON、西八王子LONLON三間店）
- 2008年3月14日 - atré vie五反田店開幕
- 2008年7月30日 - atré vie田端店開幕
- 2009年4月1日 - 商號（公司名）改為株式會社atre。接手Skip北小金、Skip南柏、牛久Astair營運業務
- 2009年10月1日 - 吸收合併株式會社川崎車站大樓（日语：川崎ステーションビル）（川崎站）、株式會社Boxhill（日语：ボックスヒル）（松戶站、取手站）
- 2010年3月25日 - atré vie巢鴨店開幕
- 2010年4月1日 - 吉祥寺LONLON更名為atré吉祥寺店に，三鷹LONLON更名為atré vie三鷹店
- 2010年9月21日 - atré吉祥寺店全館開幕
- 2010年11月19日 - 秋葉原站電氣街口（秋葉原百貨舊址）的新站大樓完工，atré秋葉原店1開幕。同時atré vie秋葉原店更名為atré秋葉原店2
- 2011年1月 - 分出直營店事業子公司「株式會社atre style」
- 2011年4月 - atre style與「株式會社SC開發」合併
- 2011年10月 - 西八王子LONLON業務轉讓給JR東京西站大樓開發（日语：JR東京西駅ビル開発）株式会社
- 2012年3月16日 - Boxhill松戶更名為atré松戶[4]
- 2012年3月29日 - 川崎BE戶更名atré川崎[5]
- 2012年4月 - 牛久Astair轉讓給株式會社JR東日本都市開發
- 2012年8月31日 - atré vie東中野店開幕
- 2013年9月21日 - atré vie大塚店（JR大塚南口大樓）開幕
- 2015年
  - 4月1日 - 宇都宮車站開發株式會社與高崎總站大樓株式會社、水戶車站開發株式會社成為子公司[8]。
  - 11月25日 - atre浦和店開業。
- 2016年
  - 2月23日 - 與JR東日本共通點數「JRE POINT」整合[9][10][11]。
  - 4月15日 - atre惠比壽西館開業[12]。
  - 12月5日] - Dila大船更名為atre大船。
- 2017年 - 與三井物產合資成立atre internatioal（アトレインターナショナル，AICO）進軍海外[13][14]。
- 2019年1月10日 - atré微風南山店開幕[15]。

## 備註
1. 1 2  JR東「アトレ」台北に海外第1号店 日本製品人気取り込む （页面存档备份，存于）『日本經濟新聞』朝刊2019年1月11日（アジアBiz面）2019年1月17日閲覧。
2. 1 2  . 工商時報 (中時電子報). 2019-01-11  [2019-02-10]. （原始内容存档于2019-02-12）.
3. 1 2  2012年3月 『アトレ松戸』、『アトレ川崎』誕生！ （页面存档备份，存于） 株式会社アトレ・プレスリリース2012年1月10日
4. 1 2  2012年3月 『アトレ松戸』2012年3月16日（金）AM10:00グランドオープン！ （页面存档备份，存于） 株式会社アトレ・プレスリリース2012年2月8日
5. 1 2  2012年3月 はじまりの春。川崎BEは、アトレ川崎へ。　2012年3月29日（木）オープン！ （页面存档备份，存于） 株式会社アトレ・プレスリリース2012年2月15日
6. ↑  中山站還有間中山LONLON，由株式會社JR東日本都市開發經營。2013年8月29日更名為Beans中山。
7. ↑  JR東日本プレスリリース 土浦駅ビル「ペルチ土浦」リフレッシュオープン！ （页面存档备份，存于）（最終ページの施設概要に「運営管理者／株式会社アトレ」とある）
8. ↑  JR東日本グループ事業の再編についてのお知らせ （页面存档备份，存于） 2014年12月26日付、東日本旅客鉄道株式会社
9. ↑   (PDF) (新闻稿). 東日本旅客鉄道株式会社. 2015-07-14  [2016-03-23]. （原始内容存档 (PDF)于2015-10-01）.
10. ↑   (PDF) (新闻稿). 東日本旅客鉄道株式会社. 2016-02-09  [2016-03-23]. （原始内容存档 (PDF)于2016-02-21）.
11. ↑  . 交通新聞 (交通新聞社). 2016-02-25.
12. ↑  . 交通新聞 (交通新聞社). 2016-04-18.
13. ↑  アトレが台湾進出、微風南山にＳＣ出店へ （页面存档备份，存于）2017-08-09,ワイズニュース
14. ↑  アトレと三井物産、台北に衣料などの商業施設　18年秋開業 （页面存档备份，存于）2017-08-08,日本経済新聞
15. ↑  . 中時電子報 (中時電子報). 2019-01-08  [2019-02-10]. （原始内容存档于2019-02-12）.

## 外部連結
- atré官方網站（页面存档备份，存于）
- 株式會社atre（页面存档备份，存于）